# Eucalyptus moluccana
Eucalyptus moluccana là một loài thực vật có hoa trong Họ Đào kim nương. Loài này được Wall. ex Roxb. mô tả khoa học đầu tiên năm 1832.

## Hình ảnh

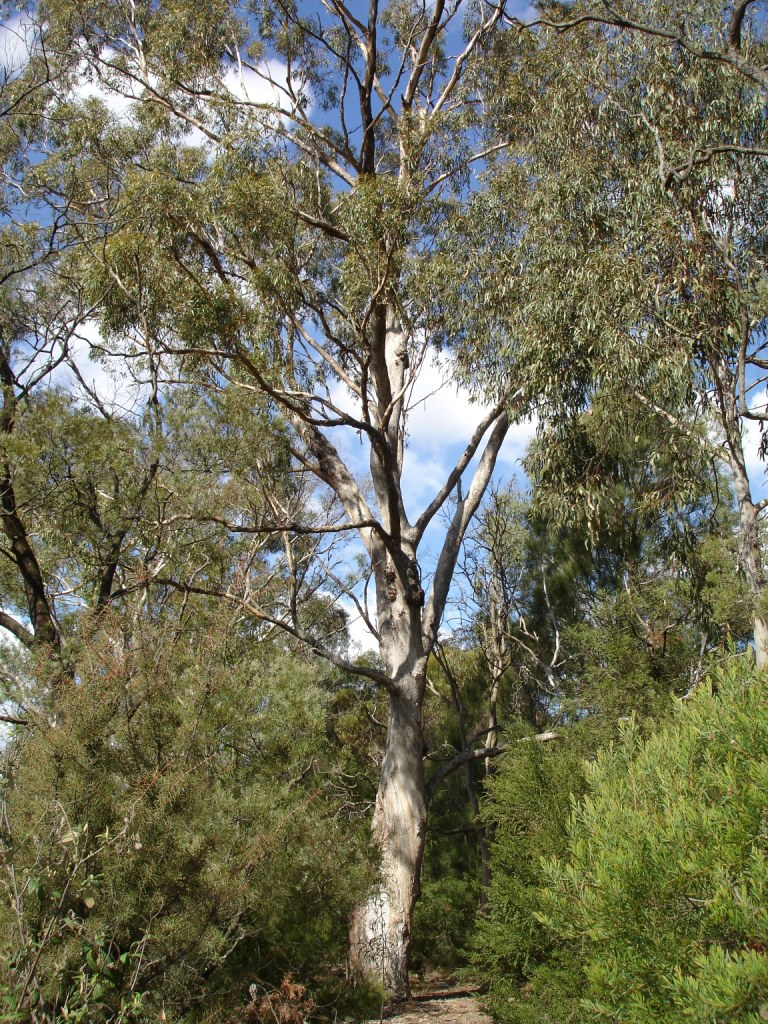
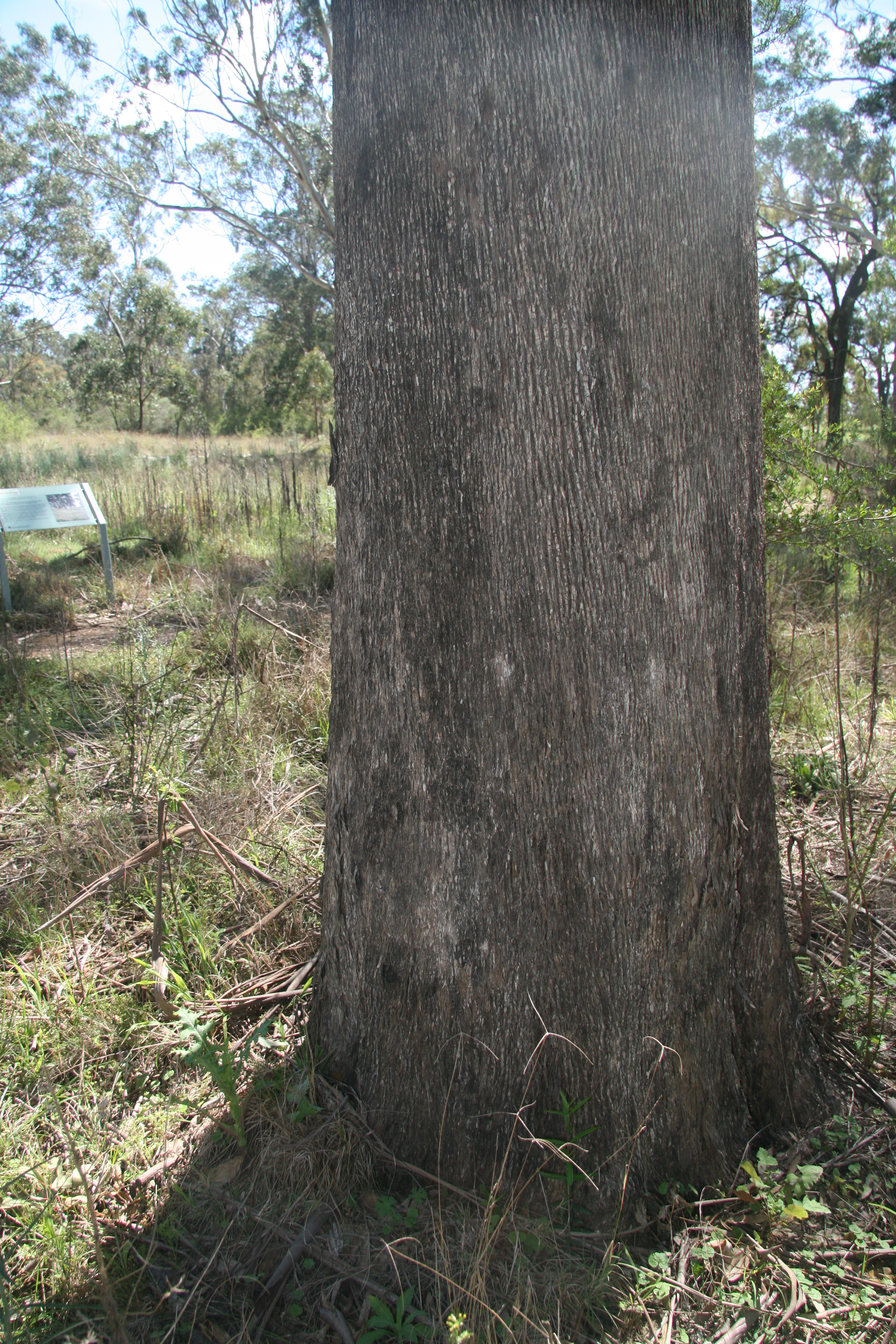
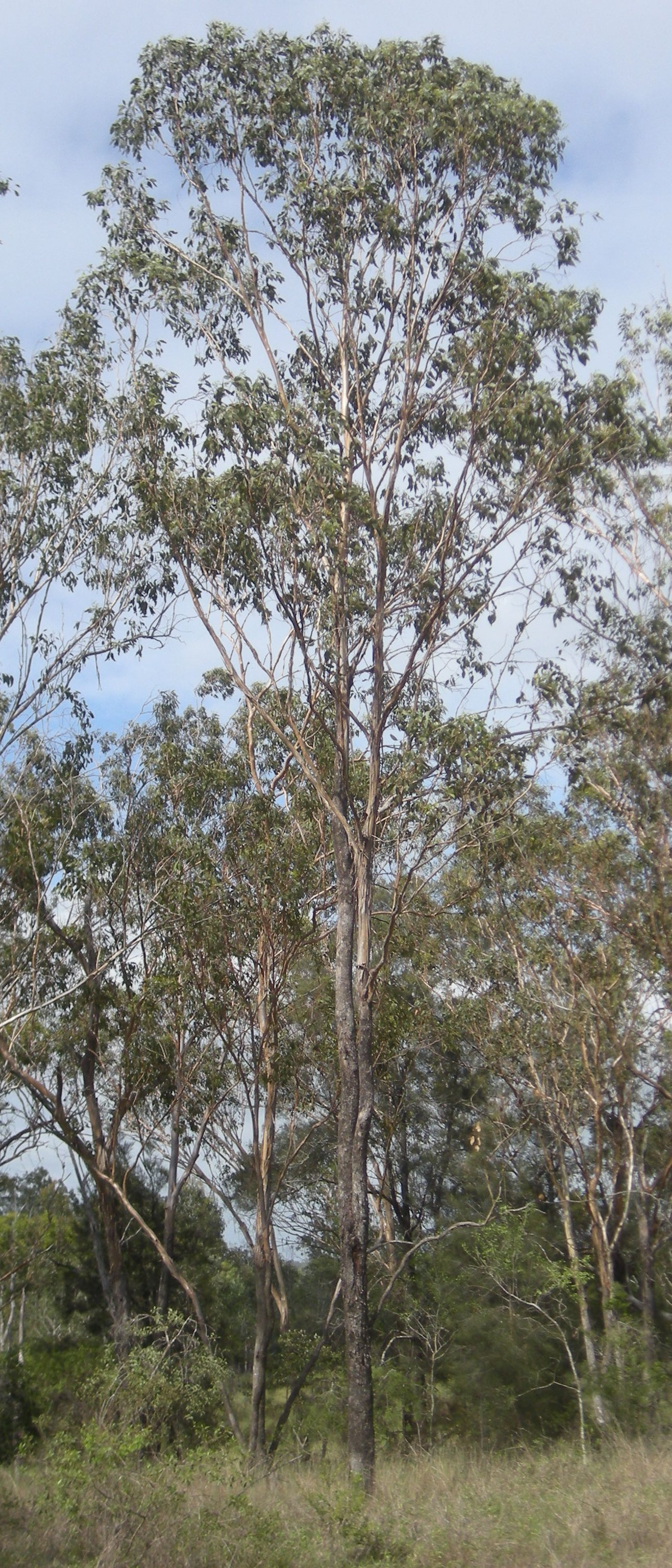